# Diocesi di Dindigul
La diocesi di Dindigul (in latino Dioecesis Dindigulensis) è una sede della Chiesa cattolica in India suffraganea dell'arcidiocesi di Madurai. Nel 2021 contava 151.476 battezzati su 2.182.178 abitanti. È retta dal vescovo Thomas Paulsamy.

## Territorio
La diocesi comprende i tehsil (comuni) di Dindigul, Vedasandur, Oddanchatram, Palani e Natham e le parrocchie dei villaggi di Natham, Kamalapuram, Sinnalapatty, Athur, Karisalpatty e Vannampatty del distretto di Dindigul nello stato indiano del Tamil Nadu.
Sede vescovile è la città di Dindigul, dove si trova la cattedrale di San Giuseppe.
Il territorio è suddiviso in 51 parrocchie.

## Storia
La diocesi è stata eretta il 23 ottobre 2003 con la bolla Petitum est nuper di papa Giovanni Paolo II, ricavandone il territorio dalla diocesi di Tiruchirapalli e dall'arcidiocesi di Madurai.

## Cronotassi dei vescovi
Si omettono i periodi di sede vacante non superiori ai 2 anni o non storicamente accertati.
- Antony Pappusamy (23 ottobre 2003 - 26 luglio 2014 nominato arcivescovo di Madurai)
- Thomas Paulsamy, dall'11 aprile 2016

## Statistiche
La diocesi nel 2021 su una popolazione di 2.182.178 persone contava 151.476 battezzati, corrispondenti al 6,9% del totale.
| anno | popolazione | popolazione | popolazione | presbiteri | presbiteri | presbiteri | presbiteri                | diaconi | religiosi | religiosi | parrocchie |
| anno | battezzati  | totale      | %           | numero     | secolari   | regolari   | battezzati per presbitero | diaconi | uomini    | donne     | parrocchie |
| ---- | ----------- | ----------- | ----------- | ---------- | ---------- | ---------- | ------------------------- | ------- | --------- | --------- | ---------- |
| 2003 | 148.000     | 1.156.194   | 12,8        | 133        | 51         | 82         | 1.112                     |         | 96        | 246       | 33         |
| 2004 | 105.000     | 1.165.194   | 9,0         | 110        | 54         | 56         | 954                       |         | 134       | 268       | 37         |
| 2006 | 106.000     | 1.178.000   | 9,0         | 107        | 50         | 57         | 990                       |         | 141       | 283       | 39         |
| 2013 | 145.213     | 2.068.000   | 7,0         | 151        | 54         | 97         | 961                       |         | 149       | 365       | 55         |
| 2016 | 147.000     | 2.506.990   | 5,9         | 155        | 56         | 99         | 948                       |         | 152       | 368       | 49         |
| 2019 | 149.170     | 2.586.070   | 5,8         | 161        | 62         | 99         | 926                       |         | 165       | 392       | 51         |
| 2021 | 151.476     | 2.182.178   | 6,9         | 193        | 66         | 127        | 784                       |         | 288       | 418       | 51         |